# Sebastian Ciemnoczołowski
Sebastian Sylwester Ciemnoczołowski (ur. 9 września 1976 w Lesznie) – polski samorządowiec, przedsiębiorca i menedżer, w latach 2006–2008 i 2024–2025 wicemarszałek województwa lubuskiego, w latach 2010–2014 burmistrz Kargowej, od 2025 marszałek województwa lubuskiego.

## Życiorys
W 1999 ukończył studia licencjackie z handlu i marketingu w Wyższej Szkole Marketingu i Zarządzania w Lesznie, a w 2001 – studia magisterskie z zarządzania i marketingu na Akademii Ekonomicznej w Poznaniu. W 2002 został też absolwentem studium rachunkowości na AE w Poznaniu, a w 2010 – studiów podyplomowych z zakresu budownictwa energooszczędnego i pasywnego oraz oceny energetycznej budynków na Uniwersytecie Zielonogórskim. W 2019 ukończył studia typu MBA w Wyższej Szkole Bankowej we Wrocławiu. Prowadził własną działalność gospodarczą w branży doradztwa i pozyskiwania funduszy unijnych. Obejmował stanowiska członka zarządu i wiceprezesa lubuskiego oddziału Związku Ochotniczych Straży Pożarnych RP, członka zarządu stowarzyszenia Aglomeracja Zielonogórska oraz członka konwentu Euroregionu Sprewa-Nysa-Bóbr.
W 2002 zaangażował się w działalność polityczną w ramach Platformy Obywatelskiej. Obejmował funkcje skarbnika, sekretarza i wiceprzewodniczącego regionu lubuskiego, przewodniczącego struktur w powiecie zielonogórskim ziemskim oraz członka rady krajowej. Kierował biurem poselskim Dariusza Bachalskiego. W 2005 i 2007 bezskutecznie kandydował z ramienia PO do Sejmu w okręgu nr 8, zdobywając odpowiednio 1893 głosy i 3229 głosów. W 2006 uzyskał natomiast mandat radnego sejmiku lubuskiego. 30 listopada 2006 został wybrany na wicemarszałka województwa, powierzono mu sprawy gospodarki i rozwoju regionalnego. Został odwołany wraz z całym zarządem 21 sierpnia 2008, gdy zawiązała się nowa koalicja PO-SLD-PSL.
Przeszedł następnie na stanowisko wiceprezesa Wojewódzkiego Funduszu Ochrony Środowiska i Gospodarki Wodnej w Zielonej Górze ds. funduszy unijnych, w związku z czym utracił mandat radnego. W 2010 został wybrany na burmistrza Kargowej, bez powodzenia ubiegał się w tych wyborach o ponowny wybór do sejmiku. Został wyróżniony w plebiscycie na 10 najlepszych włodarzy w Polsce, organizowanym przez „Dziennik Gazetę Prawną”. W 2014 nie uzyskał reelekcji w wyborach na burmistrza. W wyborach w 2014, 2018 i 2024 ponownie był wybierany na radnego sejmiku. W VI kadencji był przewodniczącym klubu radnych Koalicji Obywatelskiej. Od 2015 był etatowym doradcą prezydenta Zielonej Góry Janusza Kubickiego. Był też prezesem zarządu i dyrektorem operacyjnym w spółce prawa handlowego. W 2017 podjął pracę jako rewident zakładowy w Uniwersyteckim Szpitalu Klinicznym w Zielonej Górze, gdzie od 2018 zajmował stanowisko głównego specjalisty ds. rozwoju. W maju 2024 radni VII kadencji powołali go na stanowisko wicemarszałka w nowym zarządzie województwa. 18 sierpnia 2025 radni sejmiku wybrali go na stanowisko marszałka województwa lubuskiego po uprzednim przyjęciu rezygnacji Marcina Jabłonowskiego.

## Odznaczenia
W 2014 został odznaczony Srebrnym Krzyżem Zasługi.

## Życie prywatne
Żonaty, ma córkę.